# Gran incendio de Chicago
El Gran Incendio de Chicago se inició el día 8 de octubre y fue controlado dos días después, el 10 de octubre de 1871. El fuego produjo grandes pérdidas destruyendo alrededor de 9 km² de la ciudad, matando a 300 personas y dejando sin hogar a más de 100 000 residentes. El incendio se inició en un suburbio al sudeste del centro de la ciudad. La conjunción de un largo período de sequía acompañado por clima cálido y ventoso, junto a la predominancia de construcciones de madera en toda la ciudad, permitieron el desarrollo del descomunal incendio. El fuego saltó la rama sur del río Chicago y destruyó gran parte del centro de Chicago para luego saltar la rama principal del río y consumir el lado norte de la ciudad. 
La ayuda llegó a la ciudad desde el inicio y hasta mucho después de apagado el incendio. El gobierno de la ciudad cambió los códigos de construcción a fin de prevenir futuras catástrofes y reconstruyó rápidamente la ciudad bajo la aplicación de esos nuevos estándares. Surge la Escuela de Chicago, encargada de levantar la ciudad en las cenizas, desarrollando así un estilo propio norteamericano. Una donación del Reino Unido estimuló el establecimiento de la Biblioteca Pública de Chicago, un sistema gratuito de biblioteca pública que contrastaba con las bibliotecas privadas de la época las cuales requerían el pago de una membresía.

## Origen
Se afirma que el incendio comenzó el 8 de octubre aproximadamente a las 21:00, dentro o alrededor de un pequeño granero perteneciente a la familia O'Leary cerca del 137 De Koven Street. El cobertizo al lado del granero fue el primer edificio que fue consumido por el fuego. Los funcionarios de la ciudad nunca determinaron la causa exacta del incendio, pero la rápida propagación del incendio debido a una larga sequía en el verano anterior, los fuertes vientos del suroeste y la rápida destrucción del sistema de bombeo de agua explican el daño extenso de las estructuras de la ciudad construidas principalmente con madera. A lo largo de los años se ha especulado mucho sobre si fue un solo foco el que dio origen al incendio. El cuento más popular culpa a la vaca de la señora O'Leary, que presuntamente derribó una linterna encendida; mientras que otros afirman que un grupo de hombres jugando dentro del granero fueron los responsables de derribar la linterna. Otra especulación sugiere que el incendio estuvo relacionado con otros incendios en el Medio Oeste durante ese mismo día.[cita requerida]
La propagación del fuego fue ayudada por el uso de la madera como material de construcción predominante en un estilo llamado marco de globo. Más de dos tercios de las estructuras en Chicago en el momento del incendio estaban hechas completamente de madera, y la mayoría de las casas y edificios tenían sus techos cubiertos con alquitrán o tejas de madera, todos materiales altamente inflamables. Todas las aceras y muchos caminos de la ciudad también estaban hechos con madera. Para agravar este problema, Chicago recibió solo 25 mm de lluvia del 4 de julio al 9 de octubre, causando severas condiciones de sequía antes del incendio, mientras que los fuertes vientos del sudoeste ayudaron a llevar brasas voladoras hacia el corazón de la ciudad.
En 1871, el Departamento de Bomberos de Chicago tenía 185 bomberos con solo 17 máquinas de vapor para proteger a toda la ciudad. La respuesta inicial del departamento de bomberos fue rápida, pero debido a un error del vigilante, Matthias Schaffer, los bomberos fueron enviados al lugar equivocado, lo que permitió que el fuego creciera sin control. Una alarma enviada desde el área cercana al fuego tampoco fue registrada en el juzgado donde estaban los encargados de recibir las denuncias, en tanto que los bomberos habían tenido semanas de mucha actividad combatiendo numerosos incendios, grandes y pequeños, por lo que su resistencia física estaba muy desgastada. Todos estos factores se combinaron para convertir un pequeño incendio de granero en una gran tragedia.

## Propagación
Cuando los bomberos finalmente llegaron a la calle DeKoven, el incendio había crecido y se había extendido a los edificios vecinos y avanzaba hacia el distrito central. Los bomberos esperaban que la rama sur del río Chicago y un área que previamente incendiada actuaran como un cortafuegos natural. Sin embargo, a lo largo del río había patios de madera, almacenes, depósitos de carbón, barcazas y numerosos puentes. A medida que crecía el fuego, el viento desde el suroeste se intensificó y comenzó a mover grandes masas de aire caliente, haciendo que las estructuras se incendiaran por el solo calor del aire y por el arrastre de escombros, consecuencia directa de la intensidad el viento. Alrededor de la medianoche, los escombros en llamas atravesaron el río propagando el incendio al noreste.
Con el fuego al otro lado del río y avanzando rápidamente hacia el corazón de la ciudad, comenzó el pánico. El alcalde Roswell B. Mason envió mensajes a las ciudades cercanas pidiendo ayuda. Cuando el tribunal se incendió, ordenó que se evacuara el edificio y que los prisioneros encarcelados en el sótano fueran liberados. A las 2:30 h del día 9, la cúpula del palacio de justicia se derrumbó estrellando la campana del pueblo contra el piso. Algunos testigos informaron haber escuchado el sonido desde una milla (1,6 km) de distancia.
A medida que los edificios sucumbían a las llamas se desarrolló un factor climático que contribuyó a la propagación del incendio, los remolinos de fuego. Cuando el aire sobrecalentado sube, entra en contacto con aire más frío y comienza a girar creando un efecto de tornado. Es probable que estos remolinos de fuego hayan dispersado los escombros en llamas. Tales escombros fueron arrastrados a través de la rama principal del río Chicago hacia un vagón de ferrocarril que transportaba combustible (queroseno). El fuego había saltado el río por segunda vez y ahora estaba arrasando el lado norte de la ciudad. Otro factor que pudo haber jugado un papel en la rápida propagación del incendio fue la cantidad de desechos inflamables que se habían acumulado en el río tras años de métodos de eliminación inadecuados utilizados por las industrias locales.
A pesar de que el fuego se extendió y creció rápidamente, los bomberos de la ciudad continuaron luchando contra el incendio. Poco tiempo después de que el fuego saltara al río, el incendio se propagó al servicio de obras hidráulicas de la ciudad. En cuestión de minutos, el interior del edificio se vio envuelto en llamas y fue destruido. Con él, las tuberías principales de agua de la ciudad se secaron y la ciudad quedó indefensa ante el fuego que ardió sin control de un edificio a otro.
Finalmente, tarde en la noche del día 9, comenzó a llover cuando el fuego ya había comenzado a apagarse. El fuego se había extendido a las áreas escasamente pobladas del lado norte, consumiendo a fondo las áreas con mayor densidad de población.

## Consecuencias

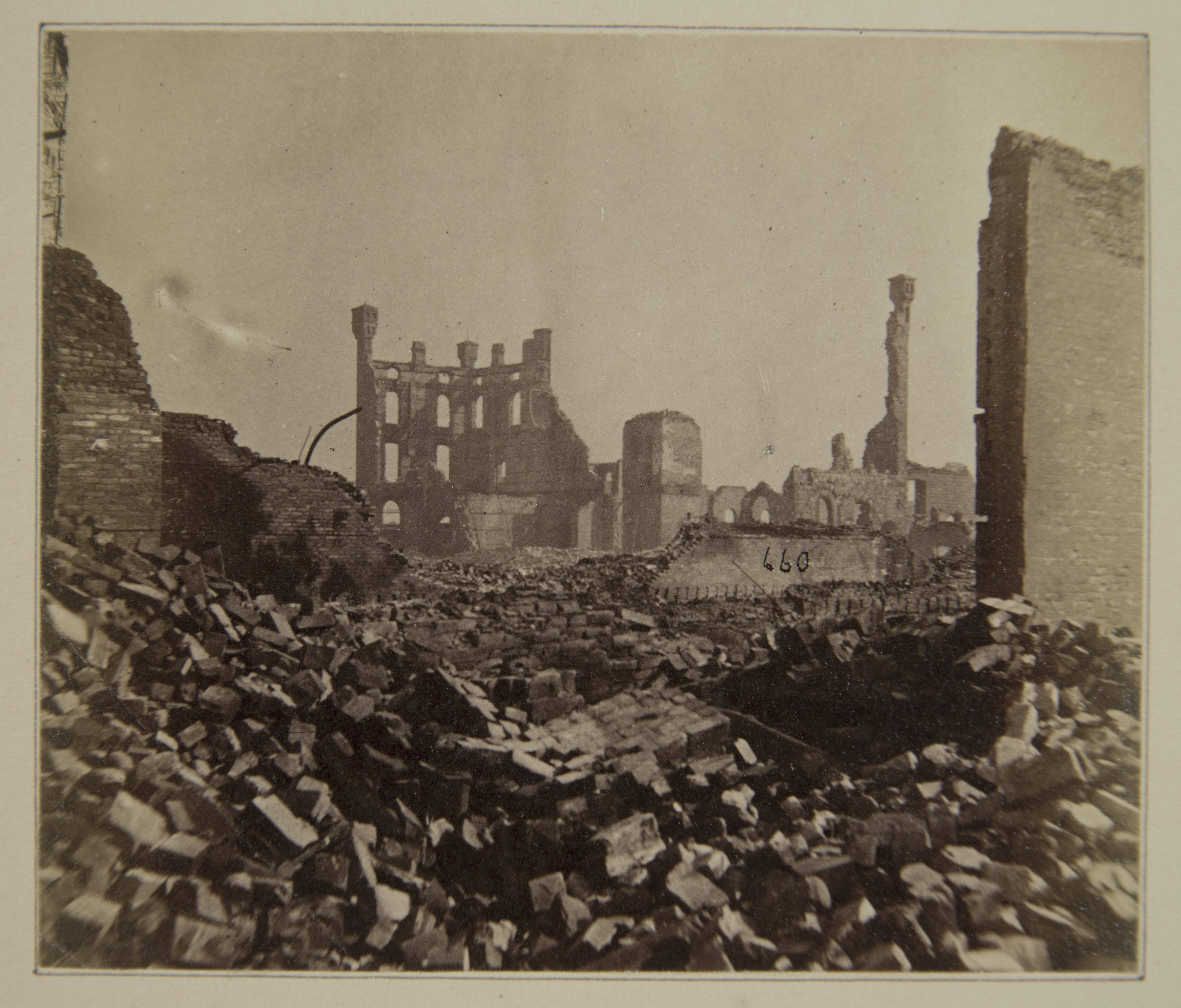
Secuelas del incendio

Una vez que el fuego había terminado, los escombros permanecieron calientes por varios días impidiendo analizar a fondo el daño ocurrido. Finalmente, la ciudad determinó que el incendio destruyó un área de aproximadamente 6 km de largo y un promedio de 1 km de ancho, que abarca un área de más de 800 ha. Más de 117 km de carreteras, 190 km de aceras, 2000 postes de luz, 17 500 edificios y el equivalente a 222 millones de dólares en propiedad, fueron destruidos.
De los aproximadamente 324 000 habitantes de Chicago en 1871, 90 000 (1 de cada 3 residentes) quedaron sin hogar. Se recuperaron 120 cuerpos, aunque el número de muertos pudo haber sido tan alto como 300. El forense del condado especuló que un recuento exacto era imposible, ya que algunas víctimas pueden haberse ahogado o haber sido incineradas, sin dejar restos.

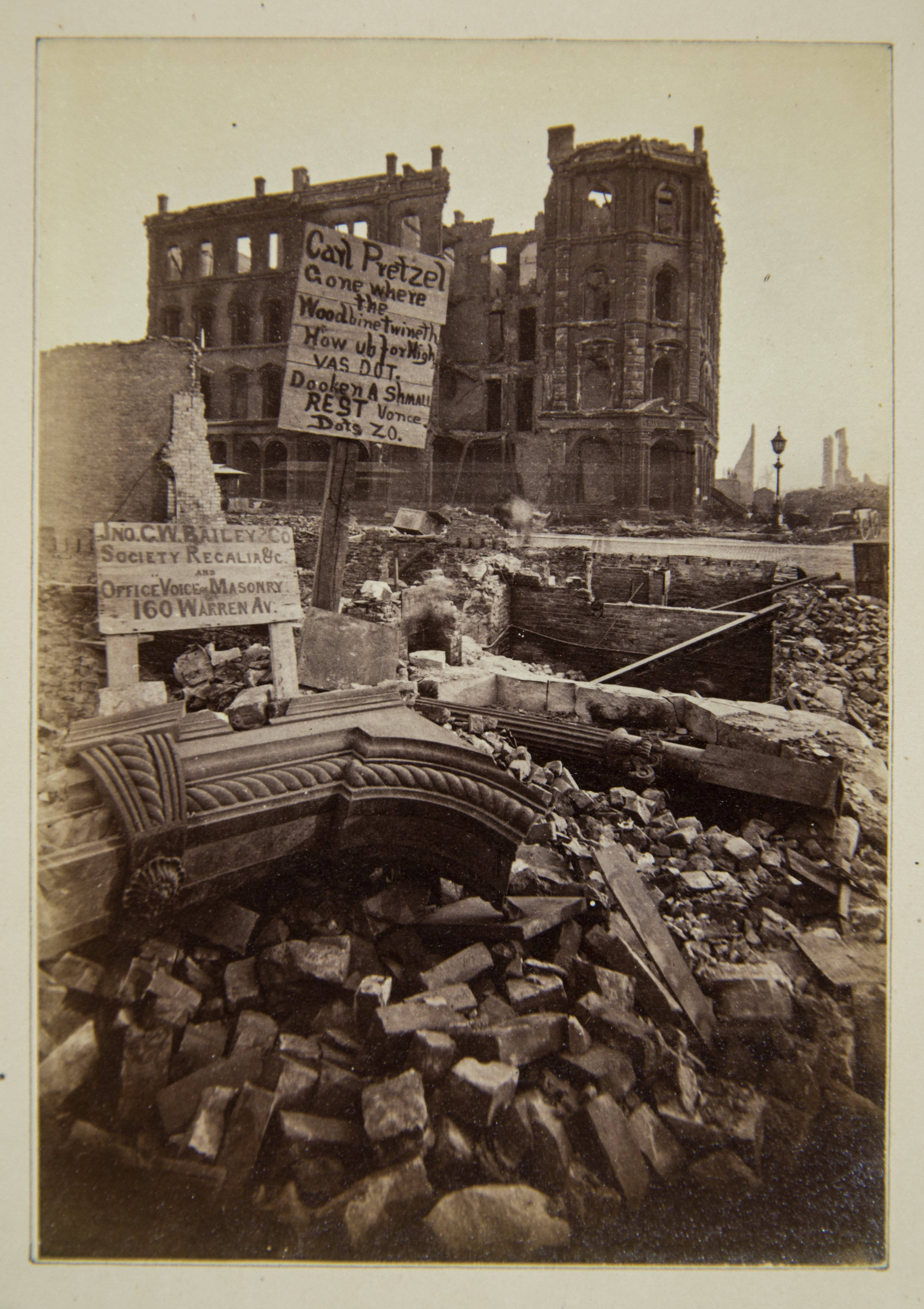
Secuelas del incendio, Tribune Building

En los días y semanas posteriores al incendio, las donaciones monetarias fluyeron a Chicago desde todo el país y el extranjero, junto con donaciones de alimentos, ropa y otros bienes. Estas donaciones vinieron de individuos, corporaciones y ciudades. La ciudad de Nueva York envió USD 450 000 junto con ropa y provisiones, St. Louis dono USD 300 000 y la Cámara Baja inglesa asistió a la ciudad con 1000 guineas, así como 7000 libras esterlinas de donaciones privadas. El pueblo de Greenock, en Escocia (población 40 000), recaudó 518 libras esterlinas en una festividad local para asistir a Chicago. Cincinnati, Cleveland y Buffalo, todos los rivales comerciales de la ciudad, realizaron donaciones. Milwaukee, junto con otras ciudades cercanas, ayudó con el envío de equipos contra incendio. El alcalde Mason puso a cargo de los esfuerzos de ayuda de la ciudad a las instituciones de ayuda solidaria.
Operando desde la Primera Iglesia Congregacional, los funcionarios de la ciudad y los concejales comenzaron a tomar medidas para preservar el orden en Chicago. El aumento de precios fue una preocupación clave, por lo que una ordenanza de la ciudad fijó el precio de un pan de 12 onzas en 8 centavos. Los edificios públicos se abrieron como lugares de refugio, y los salones cerraron a las 21 durante la semana siguiente al incendio. Muchas personas que quedaron sin hogar después del incidente nunca pudieron recuperar sus vidas normales ya que todos sus documentos personales y pertenencias se perdieron en el fuego.
Después del incendio, A. H. Burgess of London propuso una "Donación de libros en inglés" para estimular una biblioteca gratuita en Chicago, en solidaridad con Chicago por los daños sufridos. Las bibliotecas en Chicago eran privadas y perciban cuotas de membresía. En abril de 1872, el Ayuntamiento aprobó la ordenanza para establecer la Biblioteca Pública de Chicago gratuita, comenzando con la donación del Reino Unido de más de 8000 volúmenes.
El incendio también generó preguntas sobre el desarrollo en los Estados Unidos. Debido a la rápida expansión de Chicago en ese momento, el incendio llevó a los estadounidenses a reflexionar sobre la industrialización. Basado en un punto de vista religioso, algunos dijeron que los estadounidenses deberían volver a una forma de vida más anticuada, y que el incendio fue causado por personas que ignoraban la moral tradicional. Por otro lado, otros creían que una lección que se podía aprender del incendio era que las ciudades necesitaban mejorar sus técnicas de construcción. Frederick Law Olmsted observó que las malas prácticas de construcción en Chicago eran un problema:

Chicago tenía debilidad por las "grandes cosas" y le gustaba pensar que estaba superando a Nueva York. Había una gran cantidad de anuncios comerciales en los techos de sus casas. Las fallas de construcción y de arte en sus grandes edificios deben haber sido numerosas.
Editorial del Chicago Tribune

Olmsted también creía que con paredes de ladrillo y fuerzas públicas disciplinadas, las muertes y los daños causados habrían sido mucho menores.
Casi de inmediato, la ciudad comenzó a reescribir sus estándares, estimulada por los esfuerzos de los principales ejecutivos de seguros y los reformadores de prevención de incendios como Arthur C. Ducat. Chicago pronto desarrolló una de las principales fuerzas de lucha contra incendios del país.
Los dueños de negocios y los especuladores de tierras, como Gurdon Saltonstall Hubbard, comenzaron rápidamente a reconstruir la ciudad. La primera carga de madera para la reconstrucción se entregó el día en que se extinguió el último edificio en llamas. El hotel Palmer House se quemó en el fuego trece días después de su gran inauguración. Su desarrollador, Potter Palmer, obtuvo un préstamo y reconstruyó el hotel con estándares más altos al otro lado de la calle del original, proclamando que era "El primer edificio ignífugo del mundo".
A finales del siglo XIX y principios del XX, ante la necesidad de reconstruir la ciudad y en medio de una especulación que impactaba en los precios de los terrenos, un grupo de arquitectos e ingenieros se trasladaron hacia la ciudad y adoptaron novedosas soluciones técnicas y tecnológicas que transformarían a la ciudad en una de las más modernas del mundo, convirtiéndose en una referencia para el desarrollo de las demás. Este estilo se lo conoce como "La Escuela de Chicago", se destacó por la construcción de los primeros rascacielos, el uso del acero en grandes cantidades, nuevas técnicas de cimentación, el uso de modernos sistemas contra incendios y profundizar en el principio del funcionalismo.
En 1956, las estructuras restantes en la propiedad original de O'Leary en 558 W. DeKoven Street fueron demolidas para la construcción de la Academia de Bomberos de Quinn, una institución de entrenamiento para bomberos de Chicago.

## Eventos relacionados

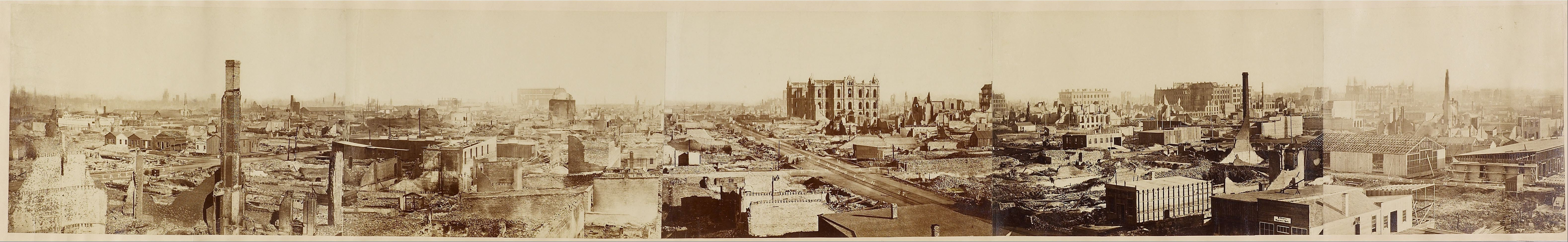
Chicago después del incendio de Chicago

En ese caluroso, seco y ventoso día de otoño, ocurrieron otros tres incendios importantes a lo largo de las orillas del lago Míchigan. 400 km al norte, el incendio de Peshtigo consumió la ciudad de Peshtigo, Wisconsin, junto con una docena de otras aldeas. Mató de 1200 a 2500 personas y carbonizó aproximadamente 6000 km². El incendio de Peshtigo sigue siendo el más mortífero en la historia de Estados Unidos, pero la lejanía de la región significaba que apenas se notó en ese momento, debido al hecho de que una de las primeras cosas que ardieron fueron las líneas telegráficas a Green Bay.
Al otro lado del lago, la ciudad de Holland, Míchigan y otras áreas cercanas se incendiaron. 160 km al norte de Holland, la comunidad maderera de Manistee también se incendió en lo que se conoció como El Gran Incendio de Míchigan.
Más al este, a lo largo de la orilla del lago Hurón, el incendio de Port Huron se extendió desde Port Huron por Míchigan y gran parte del "pulgar" de Míchigan. El 9 de octubre de 1871 un incendio arrasó la ciudad de Urbana, Illinois, 230 km al sur de Chicago. Windsor, Ontario, también se quemó el 12 de octubre del mismo año.
La ciudad de Singapore, Míchigan (Saugatuck), proporcionó una gran parte de la madera para reconstruir Chicago. Como resultado, el área fue tan intensamente deforestada que el suelo se convirtió en dunas de arena estériles que enterraron la ciudad, provocando su abandono.